# Der Koch (1918)
Der Koch (Originaltitel: The Cook) ist eine US-amerikanische Kurzfilm-Slapstick-Komödie aus dem Jahr 1918 mit Roscoe Arbuckle und Buster Keaton in den Hauptrollen.

## Handlung
In der Küche einer Gaststätte vollführt Roscoe Arbuckle als Koch zahlreiche Gags mit den dortigen Lebensmitteln und Küchenutensilien. Fertig angerichtet, wirft er die Speisen und Getränke Buster Keaton zu, der sie als Kellner geschickt fängt, um sie den Gästen zu servieren. Nach dem Auftritt einer exotischen Tänzerin, wird das Lokal von einem Rowdy gestürmt, der die Kassiererin zu einem Tanz zwingt. Keiner der anwesenden Männer ist in der Lage ihn zu stoppen. Nur durch den Küchenhund gelingt es letztlich ihn davonzujagen. Später dann beschäftigen sich Gaststättenbesitzer und -personal damit, die beste Lösung für das Verspeisen von Spaghetti zu finden.
An einem geruhsamen Nachmittag haben die Angestellten frei. Der Koch fährt mit dem Küchenhund zum Strand, wo sie einen großen Fisch erangeln können. Der Kellner hat ein Date mit der Kassiererin, die abermals von dem Rowdy bedrängt, auf eine am Strand stehende Achterbahn flüchten muss und in höchster Not von oben herab in den Ozean springt. Während der Küchenhund den Rowdy verfolgt, rettet der Kellner mit Hilfe des Kochs die Kassiererin, vermutlich.

## Uraufführung
Der Koch wurde am 15. September 1918 in den Vereinigten Staaten uraufgeführt.